# Маюрець
46°02′ пн. ш. 16°35′ сх. д. / 46.03° пн. ш. 16.58° сх. д.
Маюрець (хорв. Majurec) — населений пункт у Хорватії, у Копривницько-Крижевецькій жупанії у складі міста Крижевці.

## Населення
Населення за даними перепису 2011 року становило 423 осіб.
Динаміка чисельності населення поселення: